# Líbano nos Jogos Olímpicos de Inverno de 1988
O Líbano competiu nos Jogos Olímpicos de Inverno de 1988, realizados em Calgary, Canadá.